# Endothenia ingrata
Endothenia ingrata es una especie de polilla del género Endothenia, categorizada en la tribu Olethreutini, de la subfamilia Olethreutinae.

## Distribución
Se distribuye por Rusia.

## Taxonomía
Fue descrita por Falkovitsh en 1970 y publicada en (Endothenia), Vestnik Zool. 1970 (3): 70.